# Vichel
Vichel település Franciaországban, Puy-de-Dôme megyében. Lakosainak száma 333 fő (2022. január 1.). Vichel Collanges, Moriat, Saint-Germain-Lembron és Saint-Gervazy községekkel határos.

## Népesség
A település népessége az elmúlt években az alábbi módon változott:
| Lakosok száma | 313  | 342  | 357  | 352  | 348  | 343  | 338  | 336  | 333  |
|               | 2013 | 2015 | 2016 | 2017 | 2018 | 2019 | 2020 | 2021 | 2022 |